# Sankta Gertruds kyrkoruin, Visby

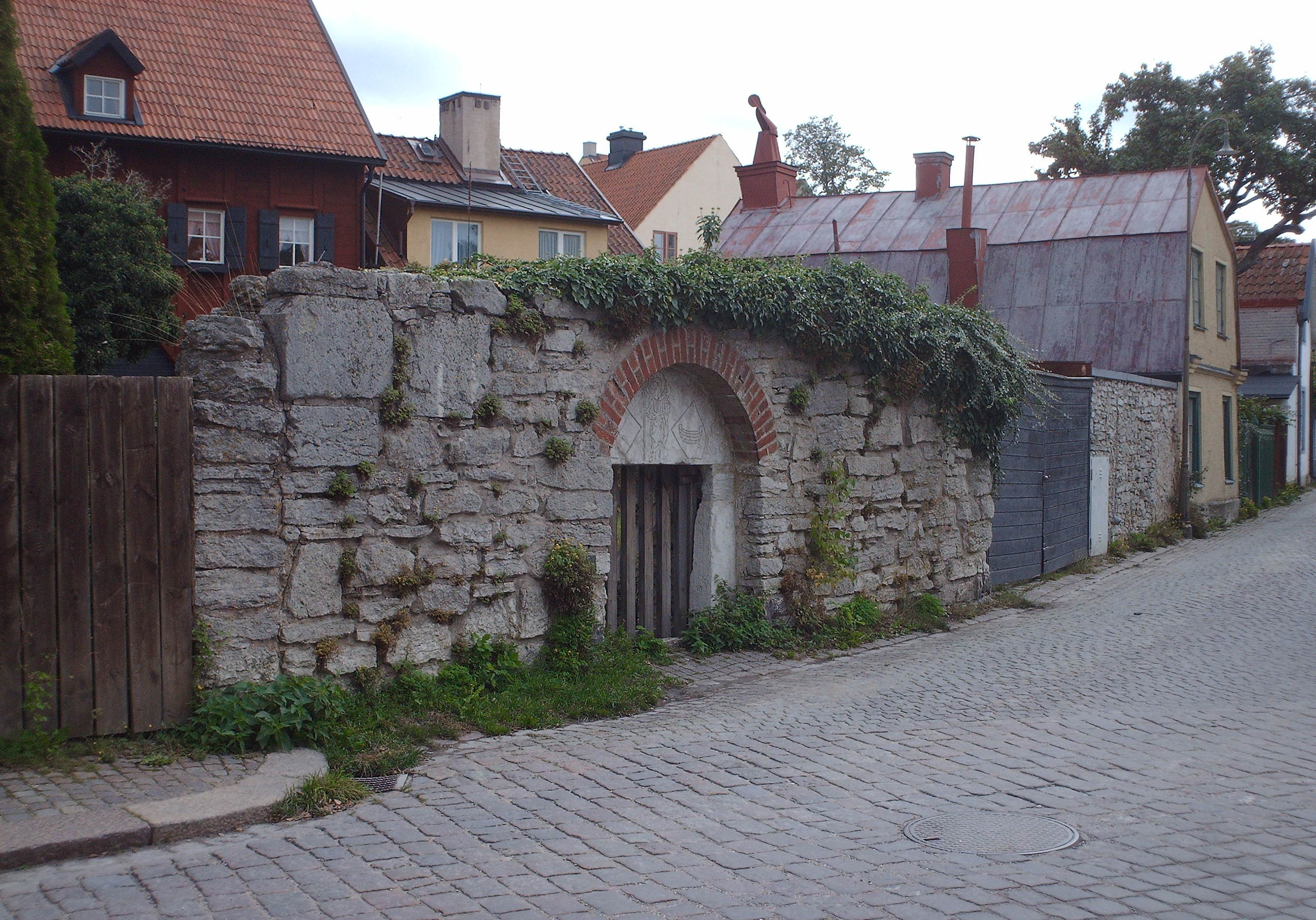
S:ta Gertruds ruin.

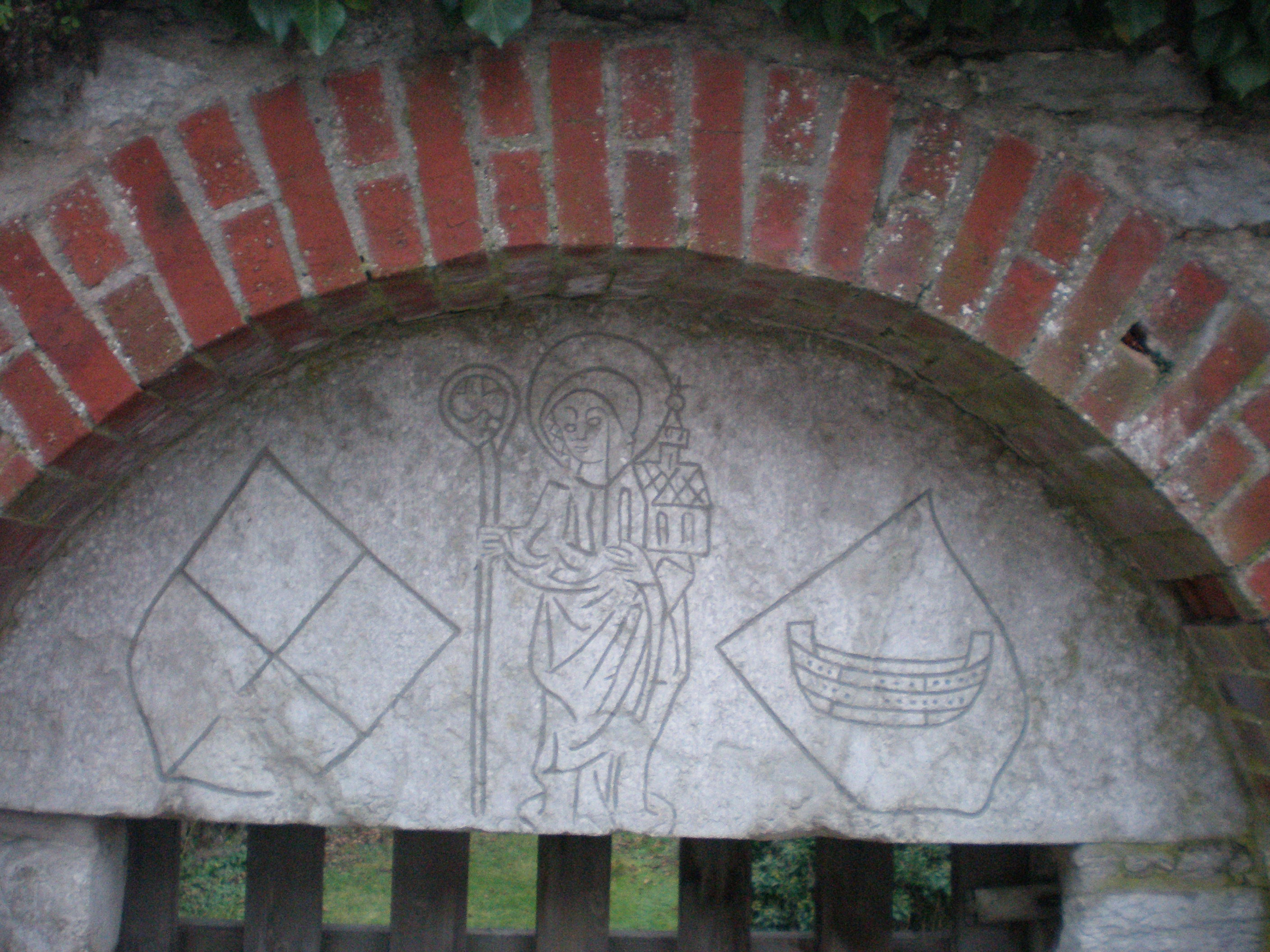
Portalen.

S:ta Gertruds kyrkoruin är resterna efter en kyrkobyggnad i Visby på Gotland. S:ta Gertruds kapell tillhörde Visby stift och användes under 1400-talet av ett nunnekloster. Kapellet var sannolikt ett annex till det närliggande konventet S:t Nicolaus.

## Kyrkobyggnadens historia
När kapellet uppfördes på 1460- och 1470-talen helgades det åt Sankta Gertrud av Nivelles, en abbedissa i det belgiska klostret Nivelles på 600-talet. Hennes figur är ristad i den övre delen på västra portalens tympanon. Hon var trädgårdsmästarnas och resenärernas skyddshelgon. Dessutom var hon en utmärkt beskyddarinna mot råttor, vilket främjade de markägare med stora sädesmagasin.  
I västportalen syns på ömse sidor om hennes figur Ivar Axelsson Totts och hans hustru Magdalena Karlsdotters vapenbilder. Magdalena var dotter till Sveriges konung Karl Knutsson. Paret hade troligen bekostat kapellets uppförande eftersom de residerade i Visborgs slott när de gifte sig i staden 1466. Kanske kapellet uppfördes i form av en stiftelse eller så skedde en upprustning av en äldre, förfallen byggnad. Den rundbågade portalen i romansk stil har tidigare blivit daterad till 1200-talet, alltså långt före kapellets tillblivelse.
St:a Gertruds kapell tillkom efter att S:t Jacobs klosterannex beläget strax intill i väster förstördes 1469, varmed den bakomliggande Otto Dusenborgs gårdstomt inköptes för ny bebyggelse. S:ta Gertruds kapell antas alltså ha varit en klosterkyrka från året 1469 för det alltmer sjunkande antal nunnor inom cisterciensorden. 
Kapellet förstördes liksom klosteranläggningen vid lübeckarnas stormning av Visby den 12 maj 1525. Arkeologiska utgrävningar av ruinen skedde 1935, då man fann lämningar efter en näraliggande byggnad på norra sidan som tillhört kapellet.